# Gurics György
Gurics György (Dunapentele, 1929. január 27. – Budapest, 2013. szeptember 10.) olimpiai bronzérmes, világbajnok magyar birkózó, edző. Felesége Pásztor Erzsébet (1939–2022) világbajnok kézilabdázó.

## Sportpályafutása
1946-tól a Ganz TE, majd 1949-től a Budapest Honvéd FC birkózója volt. 1952-től 1963-ig szerepelt a magyar válogatottban. Mindkét fogásnemben versenyzett, de kiemelkedő eredményeit kötöttfogásban érte el. Pályafutása első felében középsúlyban, majd félnehézsúlyban több mint egy évtizeden keresztül a világ élvonalába tartozott.  A magyar küldöttség tagja volt az 1952. évi helsinki, az 1956. évi melbourne-i és az 1960. évi római olimpián. Rómában mindkét fogásnemben olimpiai résztvevő volt. 1952-ben a kötöttfogású birkózás középsúly súlycsoportjában bronzérmes lett. Pályafutása alatt összesen négy világbajnoki érmet nyert, 1961-ben Jokahomában a kötöttfogású birkózás félnehézsúly súlycsoportjában világbajnoki címet szerzett. Ezen a világbajnokságon ő nyerte a magyar küldöttség egyetlen, összességében a magyar birkózósport negyedik világbajnoki aranyérmét. 1961-ben az év sportolójává választották. Az aktív sportolástól 1964-ben vonult vissza.

### Sporteredményei
- kötöttfogásban:
  - olimpiai 3. helyezett (középsúly: 1952)
  - olimpiai 5. helyezett (középsúly: 1956)
  - világbajnok (félnehézsúly: 1961)
  - kétszeres világbajnoki 2. helyezett (középsúly: 1955 ;  félnehézsúly: 1958)
  - világbajnoki 3. helyezett (középsúly: 1963)
  - világbajnoki 4. helyezett (középsúly: 1962)
  - főiskolai világbajnoki 2. helyezett (középsúly: 1951)
  - kilencszeres magyar bajnok (középsúly: 1951, 1952, 1955, 1956, 1962 ; félnehézsúly: 1957, 1958, 1959, 1961)
  - kétszeres magyar csapatbajnok (1961, 1962)
- szabadfogásban:
  - világbajnoki 6. helyezett (középsúly: 1954)
  - hétszeres magyar bajnok (középsúly: 1949, 1950, 1952, 1954, 1955 ; félnehézsúly: 1957, 1958)
  - háromszoros magyar csapatbajnok (1953, 1954, 1956)

## Edzői pályafutása
A Testnevelési Főiskolán 1960-ban birkózó szakedzői, majd 1972-ben birkózó mesteredzői oklevelet szerzett. Már visszavonulása előtt, 1960-tól a Sztálinvárosi Vasas, illetve a Dunaújvárosi Vasas edzője, illetve a magyar birkózóválogatott keretedzője volt. Visszavonulása után a magyar birkózóválogatott vezetőedzője lett. E posztot 1978-ig töltötte be, majd 1983-ig a BVSC (Budapesti Vasutas Sport Club) vezetőedzője volt.
1963 decemberétől a Magyar Testnevelési és Sportszövetség országos tanácsának tagja lett.

## Díjai, elismerései
- A Magyar Népköztársaság kiváló sportolója (1951)[5]
- A Magyar Népköztársaság Érdemes Sportolója (1954)[6]
- Szocialista Munkáért Érdemérem (1964)[7]